# Decatur (Mississippi)
Decatur è una città (town) degli Stati Uniti d'America, capoluogo della contea di Newton, nello Stato del Mississippi.